# Innocenc Aljašský
Svatý Innocenc Aljašský také známý jako Innocenc Moskevský je pravoslavný svatý. (26. dubna 1797 – 31. března 1879) Je také znám pod jménem Innocent Veniaminov jako učenec a průzkumník pobřeží severního Pacifiku, který zanechal své jméno sopce Mount Veniaminof. Narodil se jako Ivan Evsejevič Popov.
Od roku 1868 až do své smrti byl metropolitou moskevským. Pravoslavná církev ho svatořečila jako „apoštola Severní Ameriky a Sibiře". V pravoslaví se slaví jeho církevní svátek  23. září.

## Život

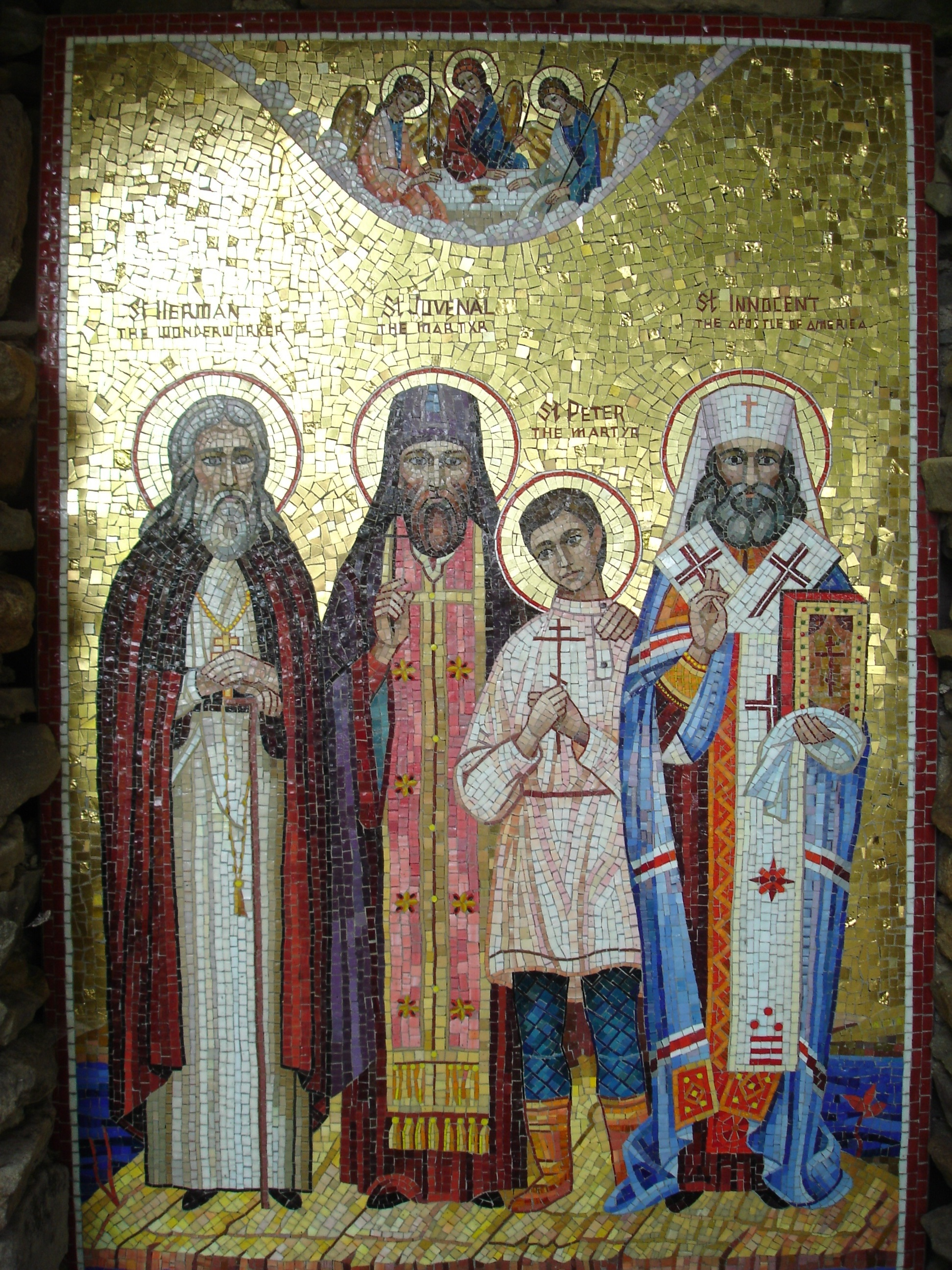
sv. Herman Aljašský, sv. Juvenalij Aljašský, sv. Petr Aleut, sv. Innocenc Aljašský

V roce 1817, kdy jej rektor semináře nasměroval na církevní dráhu, se Ivan 29. dubna oženil a 13. května byl vysvěcen na diákona v chrámu Zvěstování Panny Marie v Irkutsku. Otec Ivan prožil své 4 roky diakonátu jako nejjasnější v jeho životě. 18. května 1821 byl ve stejném kostele vysvěcen na kněze.
V roce 1823 obdržel, stejně jako ostatní kněží diecéze, návrh na misijní cestu na Aleutské ostrovy na Aljašce (tehdy ruské území). Přestože byl ženatý, otcem ročního chlapce (jmenoval se Innocent) a Aleutské ostrovy byly na konci světa, rozhodl se na výzvu odpovědět kladně.
Se svou rodinou, matkou a jedním z bratrů urazil 3 000 km (200 km po silnici, pak 700 km po řece Lena, pak 1 000 km po blátivé a zhroucené trati a do cíle dalších více než 1 000 km po moři) za více než 15 měsíců. Dorazil tedy do Novo Archangelska. Připravoval se evangelizovat kolem šedesáti ostrovů na okraji Beringovy úžiny a Tichého oceánu, z nichž největší, Unalask, je 150 km dlouhý a 50km široký.
V roce 1838 podnikl otec Ivan se svou rodinou cestu do Moskvy, aby informoval Svatý synod o potřebách misie v těchto vzdálených zemích. Více než roční cestě se mu v Moskvě a Petrohradu také podařilo získat finanční prostředky od aristokracie. Když byl ještě v Petrohradu, dozvěděl se, že jeho žena Kateřina zemřela před 4 měsíci v Irkutsku, 25. listopadu 1839. Jeho děti byly poté zapsány do škol v Petrohradě a převzal je do péče stát.
Sám na žádost moskevského metropolity Filareta (Drozdova, později také svatořečeného) přijal klášterní tonzuru s mnišským jménem Innocenc (29. listopadu 1840), poté 15. prosince 1840 vysvěcený na biskupa Kamčatky (na Sibiři), Kurilských ostrovů a Aleutských ostrovů. Stal se tak prvním pravoslavným biskupem na americkém kontinentu. Následujícího 10. ledna odešel, aby se vrátil do svého biskupského stolce v Novo Archangelsk.
Dvouletá cesta čítající 5 000 km, která mu umožnila navštívit všechny kostely Kamčatky. Několik dalších let strávil navštěvováním své diecéze, učil se místní jazyky, aby mohl přímo hlásat evangelium, učil mnohé, ale křtil pouze tehdy, pokud se kandidát projevil jako skutečný křesťan.
V roce 1850 M Inocent byl povýšen do hodnosti arcibiskupa. Poté přenesl své biskupské sídlo z Novo Archangelsk do Jakutska na asijském kontinentu. Zde opět upřednostňoval překládání a vydávání biblických a liturgických textů v místních jazycích a také co nejčastější liturgické slavení i mimo velké kostely. Z Jakutska následoval řeku Amur, aby procestoval asijskou část své diecéze a začal evangelizovat také v Mandžusku.
V roce 1868, ve věku 71, byl jmenován metropolitou Moskvy po smrti Filareta. Během 10 let, co ještě žil, se i přes oční onemocnění, které ho hodně trápilo, věnoval výchově duchovních, ale bývalý manžel, otec a děd se staral i o postavení bílého duchovenstva (bílý duchovní je označení pro ženaté kněze, na rozdíl od černých duchovních, hieromoniků).
Metropolita Innocent zemřel 31. března 1879, den před Velikonoční nedělí (Paschou). Pohřeb byl v Trojicko-sergijevské lávře
Byl svatořečen v roce 1977 posvátným synodem Pravoslavné církve v Americe.